# Gambais
Gambais là một xã của Pháp, nằm ở tỉnh Yvelines trong vùng Île-de-France.
Người dân ở đây trong tiếng Pháp gọi là Gambésiens.

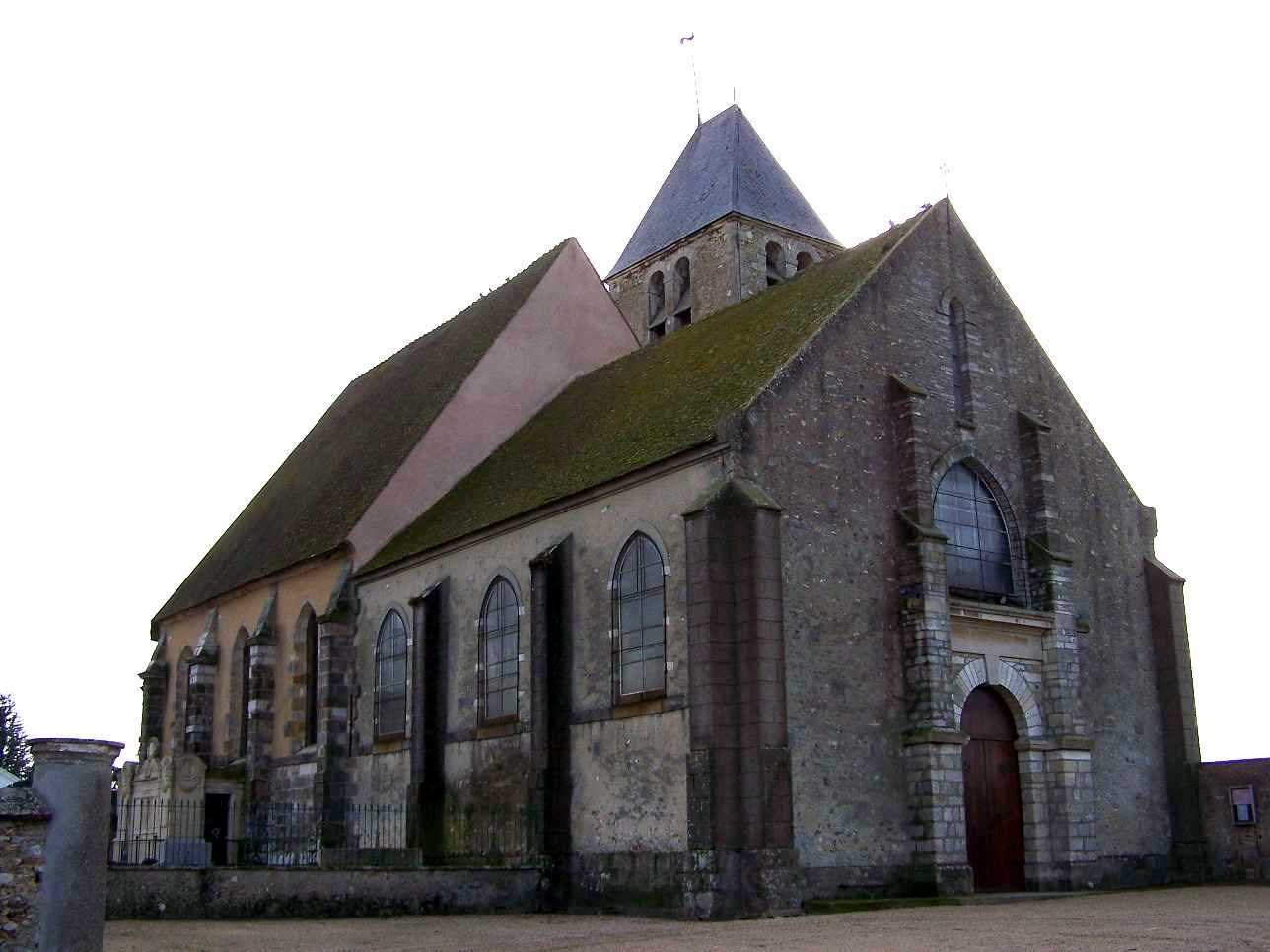
Nhà thờ Saint-Aignan

Các xã giáp ranh: Millemont về phía đông bắc, Grosrouvre về phía đông, Gambaiseuil về phía đông nam, Bourdonné về phía nam, Maulette về phía tây và Bazainville về phía bắc.